# Banjani (Serbia)
Banjani (cyr. Бањани) – wieś w Serbii, w okręgu kolubarskim, w gminie Ub. W 2011 roku liczyła 1124 mieszkańców.